# Корморан (кораб, 1909)
Корморан (на немски: Cormoran) е параход построен в Елбльонг, Германия през 1909 г. за руския търговски флот, с името „Рязань“. Корабът се използва в Царска Русия като пътнически, товарен и пощенски кораб по маршрути в Черно море и северната част на Тихия океан.

## Служба в Руската империя
Параходът се използва в Доброволния флот за регулярна връзка между Черно море и руското крайбрежие на Тихия океан, обаче в случай на война, той може да бъде мобилизиран и да се използва като спомагателен крайцер. Във връзка с това параходът е подготовен за монтиране на артилерийски оръдия. Също така в периода 1913 – 1914 г. той обслужва експресната линия Владивосток – Нагасаки – Шанхай.

### Пленяване на кораба
На 4 август 1914 г. югоизточно от Корейския полуостров (близо до остров Цушима) „Рязань“ е пленен от лекия крайцер „SMS Emden (1908)“ и става първият трофей от Първата световна война, взет от Руската империя. В началото „Емден“ дава предупредителни изстрели и вдигат сигнала „спрете незабавно“, след което започват преследване. „Рязань“, развивайки скорост от 17 възлова започва да бяга в японски териториални води подавайки сигнали за бедствие. Когато от крайцера откриват огън на поражение, „Рязан“ спира машините и ляга в дрейф. На борда се качва призова команда от 20 въоръжени матроса под командването на оберлейтенант Юлиус Лаутербах, която установява, че това е параходът на руския Доброволен флот „Рязань“ с 80 патника на борда. На 6 август „Рязань“ е отведен към Циндао в немската колония в залива Цзяочжоу и е преустроен във въоръжен рейдер-търговец. Новият рейдер заменя кораба „Корморан“ – малък крайцер с плитко газене, с дълга служба в състава на кайзеровия флот в Тихия океан и с участие в събитията, довели до включването на Цзяочжоу в състава на германската колониална империя. Старият „Корморан“ се намира в Циндао, и поради сериозни проблеми с ремонта не може да излезе в морето, цялото му въоръжение е преместено на новия рейдер, а самият той, през септември, е потопен от работниците на доковете. Преустроенният параход също получава названието „Корморан“ на немски: SMS Cormoran (в някои източници „Корморан II“). Екипажът е сформиран от моряци на „Корморан“ и от канонерките „Илтис“ и „Фатерланд“, заедно с други доброволци. На 7 август новият спомагателен крайцер „Корморан“ е въведен в състава на Кайзерлихе Марине като спомагатален крайцер. Към това време Германия вече се намира в състояние на война и с Великобритания.

## На Германска служба
На 10 август 1914 г. новият „Корморан“ или „Корморан II“ отплава от залива на Циндао и, преследван от японски кораби, се насочва към Океания. На 14 декември, когато „Корморан II“ влиза в залива Апра на остров Гуам, в неговите бункери са има само 50 тона въглища.
Поради напрегнатите дипломатически отношения между Германия и САЩ и ограничените запаси на въглища на Гуам губернаторът Уилям Джон Максуел отказва да даде на „Корморан“ нещо повече от символично количество въглища. Американските власти заповядват на екипажа на кораба в срок от 24 часа да напуснат острова или ще бъдат интернирани. Тази заповед води до почти двугодишна патово положение между немския екипаж и американците, докато болният губернатор Максуел не е сменен от заместника си Уилям П. Кронан, който решава, че САЩ следва да се отнасят към немския екипаж като към гости. На „Корморан“ вече не се разрешава да напуска територията на пристанището, но с членовете на неговия екипаж следва да се отнасят като към приятели.
Когато на 7 април 1917 г. Конгреса на САЩ обявява война на Германия, капитана Адалберт Цукешверт (на немски: Adalbert Zuckschwerdt) решава да потопи кораба, за да избегне пленяването. Именно тогава прозвучава и първият изстрел между САЩ и Германската империя в хода на Първата световна война, макар за това да не се споменава почти нищо в американската история. Американските моряци в Гуам виждат приготовленията на немците за потопяване на кораба и дават изстрел над носа на „Корморан“. 9 члена на екипажа, загинали при потопяването на кораба, са погребани с всички военни почести във военноморското гробище на Хагатна. След като американците спасяват и събират всички оживели немци, Кронан поздравява Цукешверт за храбростта, проявена от него и екипажа. Американският флот провежда ограничена спасителна операция, в хода на която е извадена корабната камбана. Тя е изложена в музея на военноморската академия на САЩ в Анаполис, щата Мериленд. В последващите години гмуркачи изваждат и други предмети.
Немският екипаж е изпратен във Форт Дъглас, щата Юта, откъдето някои са преведени и във Форт Макферсън, щата Джорджия. Те се връщат в Германия на 7 октомври 1919 г., две години след края на войната.
Корпусът на „Корморан II“ лежи на левия си борд на дълбочина 34 м. В съседство се намира японския съд „Токай-мару“ (Tokai Maru), потопен от американската подводница „Снейпер“. Така, това е едно от малкото места, където може да се видят корпус на съд от Първата световна война в съседство с корпус на кораб от Втората световна война.
През 1975 г. останките на кораба са внесени в Националния регистър на историческите места в САЩ поради тяхното отношение към Първата световна война.

## Коментари
1. ↑  Префиксът „SMS“ е от на немски: Seiner Majestat Schiff (Кораб на Негово Величество).